# جون ريفيس بيرس
جون ريفيس بيرس (بالإنجليزية: John Reeves Pierce)‏ هو ضابط أمريكي، ولد في 3 نوفمبر 1906، وتوفي في 10 يناير 1943.